# Inkognitogata 18
Inkognitogata 18 est la résidence officielle du Premier ministre de Norvège, située à Oslo, capitale du pays. 

## Situation
Elle est située au centre d'Oslo, an sein d'un quartier résidentiel à proximité du palais royal et de son parc.

## Histoire
À partir de 1873, le Premier ministre réside au Stiftsgården, sur la rue Rådhusgata. En 1896, l'État fait l'acquisition du Parkveien 45, une résidence construite par un importateur d'huile de paraffine d'où le nom populaire de celle-ci de villa Parafina. Elle abrite le Premier ministre jusqu'en 1908, date à laquelle elle est attribuée au ministère des affaires étrangères. Les chefs du gouvernement norvégien vont résider dans différents lieux au cours du XXe siècle. En 1976, Odvar Nordli s'installe dans la villa Stenersen, mais il déménage avant la fin de son mandat pour la laisser à son ministre du commerce Hallvard Bakke, qui vivait dans un petit appartement avec sa femme et ses deux enfants et avait besoin de plus d'espace que Nordli et son épouse.
En 2004, le gouvernement de Kjell Magne Bondevik lance le projet de création d'un site unique réunissant la résidence, les bureaux et un espace de représentation. Il est réalisé par l'agence d'État Statsbygg et le cabinet d'architecte Riseng & Kiehl AS Arkitekter ainsi que Snøhetta pour l'aménagement des jardins. Après quatre ans de travaux, qui ont coûté 315 millions de couronnes norvégiennes, le complexe est inauguré en octobre 2008 et Jens Stoltenberg est le premier à l'occuper.

## Bâtiments
Le complexe comprend les trois bâtiments d'origine qui sont reliés par de nouvelles constructions, ainsi que les jardins de Parkveien 45 à 47. L'ensemble bâti s'étend sur 3 030 m2.
Inkognitogata 18 est la résidence privée. Elle a une superficie totale de 670 m2 dont 400 m2 pour les appartements. Elle abrite également une partie des salles de représentation du gouvernement, les autres se trouvant dans la villa Parafina. Le troisième édifice situé au Riddervolds gate 2 est la résidence officielle pour les dignitaires étrangers en visite.  